# Dubianella podanyi
Dubianella podanyi är en skalbaggsart som beskrevs av Antonio Vives och Bentanachs 2005. Dubianella podanyi ingår i släktet Dubianella och familjen långhorningar. Inga underarter finns listade i Catalogue of Life.